# Euphorbia buschiana
Euphorbia buschiana là một loài thực vật có hoa trong họ Đại kích. Loài này được Grossh. mô tả khoa học đầu tiên năm 1940.